# Dương Xuân Hội
Dương Xuân Hội là một xã thuộc huyện Châu Thành, tỉnh Long An, Việt Nam.

## Địa lý
Xã Dương Xuân Hội có vị trí địa lý:
- Phía đông giáp xã An Lục Long
- Phía tây giáp tỉnh Tiền Giang
- Phía nam giáp các xã Long Trì và An Lục Long
- Phía bắc giáp thị trấn Tầm Vu và xã Hiệp Thạnh.

Xã có diện tích 6,74 km², dân số năm 1999 là 4.515 người, mật độ dân số đạt 670 người/km².

## Hành chính
Xã được chia thành 4 ấp: Hồi Xuân, Mỹ Xuân, Vĩnh Xuân A, Vĩnh Xuân B.

## Lịch sử
Ngày 31 tháng 8 năm 1992, một phần diện tích và dân số của xã Dương Xuân Hội (gồm 2 ấp Hội Xuân, Phú Thạnh và một phần ấp Hồi Xuân) được tách ra để thành lập thị trấn Tầm Vu.